# Station Czarnków
Station Czarnków is een spoorwegstation in de Poolse plaats Czarnków.